# 謝小蜜
謝小蜜（英語：Michelle Hsieh，1974年—），本名謝育秀，臺灣編劇、作家與製作人。曾以《住左邊住右邊》入圍第四十屆金鐘獎連續劇類編劇獎。所監製之科普戲劇《遊戲開始》入圍第59屆金鐘獎戲劇節目創新獎。

## 簡歷
國立臺灣大學中文系畢業。曾從事網路書店企劃、電信公司行銷等工作，業餘喜好寫作並出版個人作品。於2002年起擔任自由編劇。曾於風賦國際娛樂股份有限公司擔任戲劇部總監，並擔任多部連續劇製作人，2024年擔任微電影監製。2021年起擔任中華編劇學會理事，2025年起續任理事。
曾入圍第40屆金鐘獎連續劇類編劇獎、第59屆金鐘獎戲劇節目類創新獎。
2021年新冠疫情期間，傳達醫護前線需求給藝人賈永婕，使賈永婕發起募捐高流量氧氣鼻導管全配系統（HFNC）活動。

## 主要作品

### 編劇作品
- 《家有日本妻》（2003年）[3][4]
- 《椰林大道東》（2004年）
- 《女人40一枝花》（2004年）
- 《住左邊住右邊第一季》（2004年）[2][3][4]
- 《住左邊住右邊第二季》（2005年）
- 《住左邊住右邊之幸福小套房》（2005年）
- 《住左邊住右邊之全民拼幸福》（2006年）
- 《兩個門牌一個家》（2007年）
- 《老王同學會》（2009年）[3][4]
- 《閃亮的日子》（2009年）[12]
- 《飯糰之家PART2》（2010年）
- 《東華春理髮廳》（2012年）
- 《愛上花豹女》（2015年）
- 《我的30定律》（2016年）
- 《我家是戰國》（2016年）
- 《溫暖的弦》（2018年）
- 《我們不能是朋友》（2019年）[1]
- 《姊妹們追吧》（2020年）[1][13]

### 小說
- 《謝絕訪客》（2002年）[3]
- 《對號入座》（2003年）[3]

## 監製及製作人作品

### 微電影
- 《遊戲開始》（2024年）監製

### 連續劇作品
- 《姊妹》（2011年）製作人[7][4]
- 《東華春理髮廳》（2012年）製作人[7]
- 《K歌情人夢》（2013年）戲劇總監[7]
- 《他是我兄弟》（2014年）製作人
- 《姊妹們追吧》（2020年）製作人[14]

### 電視電影
- 《愛上花豹女》（2015年）製作人[15][12]

## 獲獎與提名
| 年度 | 大獎         | 獎項           | 作品             | 結果 |
| 2005 | 第40屆金鐘獎 | 連續劇類編劇獎 | 《住左邊住右邊》 | 入圍 |
| 2024 | 第59屆金鐘獎 | 戲劇節目創新獎 | 《遊戲開始》     | 入圍 |